# Creed : L'Héritage de Rocky Balboa
Pour les articles homonymes, voir Creed, Rocky Balboa et Rocky.
Série Rocky
Rocky Balboa
(2006) Creed 2
(2018)
Pour plus de détails, voir Fiche technique et Distribution.
Creed : L'Héritage de Rocky Balboa (Creed) est un film dramatique américain réalisé par Ryan Coogler et sorti en 2015.
Il s'agit d'un spin-off de la série Rocky. Le film est centré sur Adonis Johnson, fils illégitime d'Apollo Creed, le meilleur ami décédé de Rocky Balboa.
Le film est globalement salué par la critique, qui salue notamment la réalisation, le scénario et les performances des acteurs. Il rapporte 173 millions de dollars dans le monde. Parmi ses distinctions, il a été sélectionné par le National Board of Review comme l'un des dix meilleurs films de 2015, tandis que Sylvester Stallone remporte le National Board of Review Award du meilleur acteur dans un second rôle, le Critics' Choice Movie Award du meilleur acteur dans un second rôle et le Golden Globe du meilleur acteur dans un second rôle. Il a également été nommé pour l'Oscar du meilleur acteur dans un second rôle.
Le film est suivi par Creed 2 (2018) et Creed 3 (2023).

## Synopsis
En 1998, Adonis Johnson est détenu dans un centre de détention pour mineurs en Californie. Il n'a jamais connu son père, le célèbre boxeur champion du monde poids lourd Apollo Creed, décédé avant sa naissance au cours d'un match d'exhibition. Pourtant, Adonis a la boxe dans le sang et rencontre la femme de son père, Mary Anne Creed, qui lui propose de venir habiter chez elle, ce qu'Adonis accepte.
En 2015, Adonis habite à Los Angeles et est devenu boxeur amateur. Il démissionne de son emploi dans la finance pour se consacrer à la boxe. Il demande à plusieurs entraîneurs de s'occuper de lui. Mais tous — dont Tony "Little Duke" Evers (le fils de Duke qui a jadis entraîné son père) — refusent, pensant qu'il ne fait pas le poids. Il part alors s'installer à Philadelphie pour approcher Rocky Balboa, plusieurs fois champion du monde des poids lourds, grand ami de son père. Ce dernier vit désormais seul depuis le décès de sa femme Adrian et de son ami et beau-frère Paulie puis le départ de son fils Robert Jr.. Il gère toujours son restaurant, Adrian's. D'abord réticent, Rocky finit par accepter de l'entraîner. Installé dans un petit immeuble de Philadelphie. Adonis fait la connaissance de sa voisine du dessous, une chanteuse nommée Bianca Taylor.
Après un premier combat réussi, Adonis Johnson poursuit ses entraînements avec Rocky. Celui-ci est alors contacté par le manager du grand champion du monde des poids mi-lourds, le Britannique "Pretty" Ricky Conlan, qui a appris qu'Adonis n'est autre que le fils d'Apollo Creed. Avant la retraite de son poulain, le manager britannique leur propose de disputer le titre de champion du monde des poids mi-lourds, mais en y ajoutant une condition : qu'Adonis prenne le nom de son père. Rocky et Adonis finissent par accepter après avoir réfléchi, y voyant une occasion d'asseoir la réputation du jeune boxeur. Mais peu de temps après, Rocky apprend qu'il est atteint d'un cancer et refuse de faire la chimiothérapie. Adonis finit toutefois par le convaincre. Le combat approchant à grands pas, Johnson s'entraîne plus dur que jamais.
Le jour du combat, la belle-mère d'Adonis lui offre un short, rappelant celui de son père aux couleurs des États-Unis, avec « Creed » marqué à l'avant. Le premier round ne se passe pas très bien pour Adonis qui se fait blesser à l'œil. Au fur et à mesure des rounds, l'œil d'Adonis se ferme de plus en plus. Au 11e round Conlan met Johnson à terre mais ce dernier, se souvenant brutalement de son père, retrouve courage et se relève. Il met à son tour Conlan à terre mais lui aussi se relève et le match prend fin.

## Fiche technique
Sauf indication contraire, les informations mentionnées dans cette section peuvent être confirmées par la base de données cinématographiques IMDb,  présente dans la section « Liens externes ».
- Titre original et québécois : Creed
- Titre français : Creed : L'Héritage de Rocky Balboa
- Réalisation : Ryan Coogler
- Scénario : Ryan Coogler et Aaron Covington, d'après une histoire de Ryan Coogler et les personnages créés par Sylvester Stallone
- Musique : Ludwig Göransson[2]
- Direction artistique : Danny Brown et Jesse Rosenthal
- Décors : Hannah Beachler
- Costumes : Antoinette Messam et Emma Potter
- Photographie : Maryse Alberti
- Son : Steve Boeddeker, Scott Levine, Benjamin A. Burtt
- Montage : Claudia Castello et Michael P. Shawver
- Production : Robert Chartoff †, William Chartoff, Sylvester Stallone, Kevin King Templeton, Charles Winkler, David Winkler et Irwin Winkler

Production déléguée : Nicolas Stern
- Sociétés de production[3] : Chartoff-Winkler Productions,
  - avec la participation de Metro-Goldwyn-Mayer et Warner Bros.,
  - en association avec New Line Cinema
- Société de distribution : Warner Bros.
- Budget : 35 millions de $[4]
- Pays d’origine :  États-Unis
- Langues originales : anglais, Espagnol
- Format[5] : couleur (DeLuxe) - 35 mm / D-Cinema - 2,39:1 (Cinémascope) - son Dolby Digital | Datasat
- Genre : drame, action, sport (Boxe)
- Durée : 133 minutes
- Dates de sortie[6] :
  - États-Unis : 19 novembre 2015 (première mondiale à Los Angeles)[7] ; 25 novembre 2015 (sortie nationale)
  - Québec : 25 novembre 2015[8]
  - France, Suisse romande : 13 janvier 2016[9]
  - Belgique : 20 janvier 2016[10]
- Classification[11] :
  -  États-Unis : Accord parental recommandé, film déconseillé aux moins de 13 ans (certificat #50002) (PG-13 - Parents Strongly Cautioned)[Note 1].
  -  France : Tous publics (visa d'exploitation no 143609 délivré le 30 décembre 2015)[12].
  -  Belgique : Tous publics (Alle Leeftijden)[10].
  -  Québec : Tous publics - Déconseillé aux jeunes enfants (G - General Rating).
  -  Suisse romande : Interdit aux moins de 12 ans[13].

## Distribution
- Michael B. Jordan (VF : Jean-Baptiste Anoumon ; VQ : Fred-Éric Salvail) : Adonis « Donnie » Johnson Creed, surnommé « Hollywood Donnie »
  - Alex Henderson : Adonis, jeune
- Sylvester Stallone (VF : Alain Dorval ; VQ : Pierre Chagnon) : Robert « Rocky » Balboa, Sr.
- Tessa Thompson (VF : Fily Keita ; VQ : Marie-Evelyne Lessard) : Bianca Taylor
- Phylicia Rashād (VF : Maïk Darah ; VQ : Claudine Chatel) : Mary Anne Creed
- Graham McTavish (VF : Philippe Catoire ; VQ : Benoît Rousseau) : Tommy Holiday
- Wood Harris (VF : Lucien Jean-Baptiste) : Tony « Little Duke » Evers
- Ritchie Coster (VF : Jérôme Pauwels ; VQ : Manuel Tadros) : Pete Sporino
- Tone Trump (VF : Diouc Koma) : lui-même
- Brian Anthony Wilson (VF : Jean-Luc Atlan) : James
- Tony Bellew (VF : Pascal Nowak ; VQ : Alexandre Fortin) : « Pretty » Ricky Conlan
- Andre Ward (VF : Vincent Barazzoni) : Danny « Stuntman » Wheeler
- Gabriel Rosado : Leo « The Lion » Sporino
- Jacob "Stitch" Duran (VF : Frédéric Cerdal) : lui-même
- Liev Schreiber (VF : Michel Elias ; VQ : Patrick Chouinard) : le narrateur de HBO
- Michael Buffer (VF : Guy Chapellier) : lui-même
- Tony Kornheiser (VF : Patrice Dozier) : lui-même
- Michael Wilbon (VF : Frantz Confiac) : lui-même
- Hannah Storm : elle-même
- Jim Lampley (VF : Gabriel Le Doze ; VQ : Guy Nadon) : un commentateur d'HBO (dans son propre rôle)
- Max Kellerman (en) (VQ : Alexis Lefebvre) : un commentateur d'HBO (dans son propre rôle)
- Kevin King Templeton : Kevin Templeton, le modérateur de la conférence de presse CONLAN/CREED (caméo)

- Version française
  - Studio de doublage : Dubbing Brothers
  - Direction artistique : Jean-Philippe Puymartin
  - Adaptation des dialogues : Philippe Millet

 Source et légende : version française (VF) sur RS Doublage et AlloDoublage ; version québécoise (VQ) sur Doublage.qc.ca.

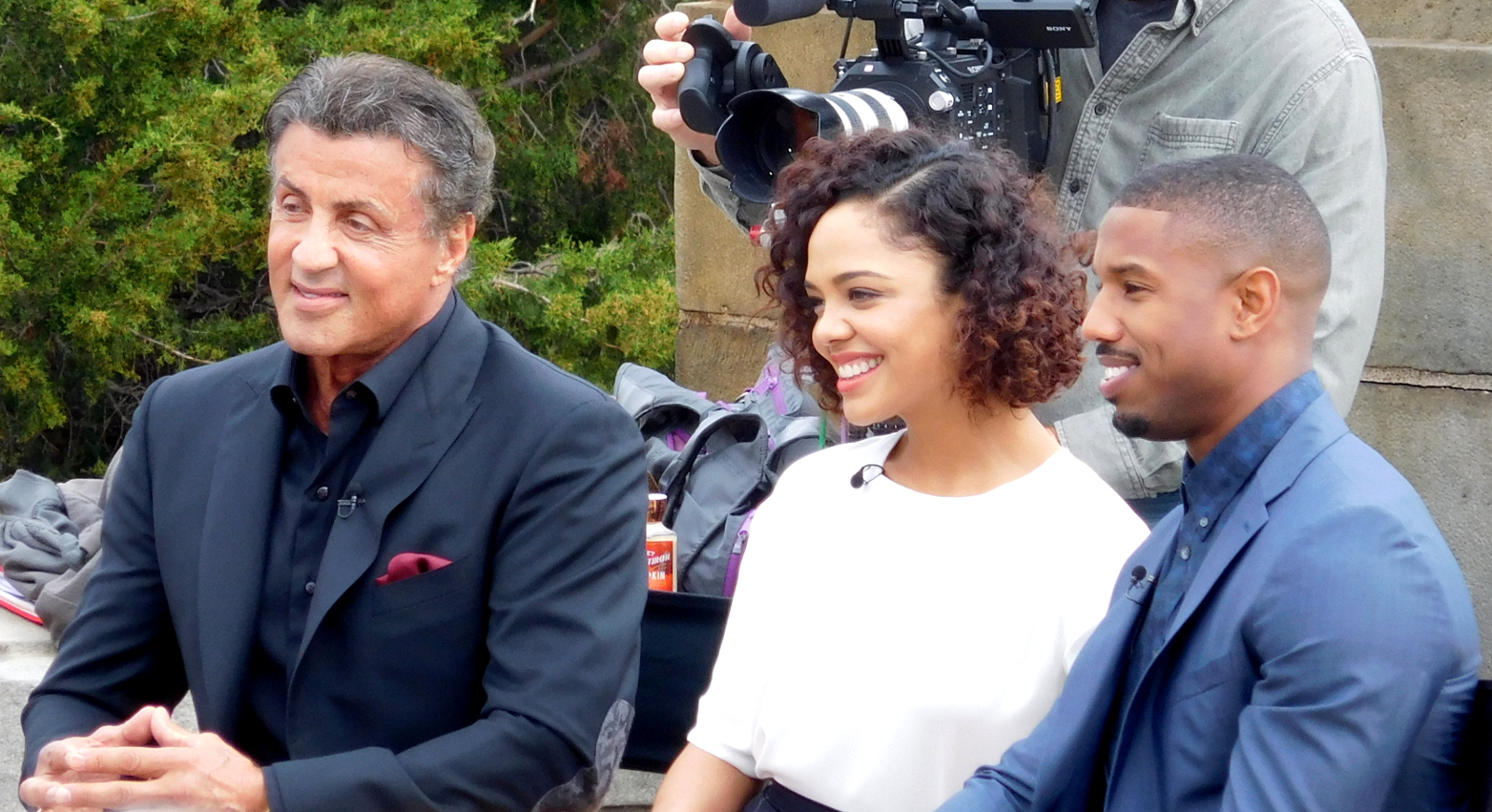
Sylvester Stallone, Tessa Thompson et Michael B. Jordan sur les « Rocky Steps », pour la promotion du film.

## Production

### Développement
En juillet 2013, il est révélé que le réalisateur Ryan Coogler et l'acteur Michael B. Jordan vont à nouveau travailler ensemble, après Fruitvale Station (2013), pour développer un spin-off de la saga Rocky.
Le film est dédié au producteur Robert Chartoff, décédé en juin 2015, quelques mois avant la sortie du film.

### Attribution des rôles
Le 25 avril 2014, Ryan Coogler confirme à The Hollywood Reporter la participation de Sylvester Stallone. Le 10 novembre 2014, les véritables boxeurs Tony Bellew et Andre Ward rejoignent la distribution, Bellew incarnera « Pretty » Ricky Conlan, le concurrent d'Adonis Creed. Le 16 décembre 2014, Tessa Thompson décroche le rôle féminin principal. Le 8 janvier 2015, Phylicia Rashād est annoncée pour incarner Mary Anne Creed, la veuve d'Apollo, succédant ainsi à Lavelle Roby dans le premier film et à Sylvia Meals (interprète de Rocky 2 et 4). Quelques jours plus tard, Graham McTavish rapporte sur Twitter qu'il rejoint également le film.

### Tournage

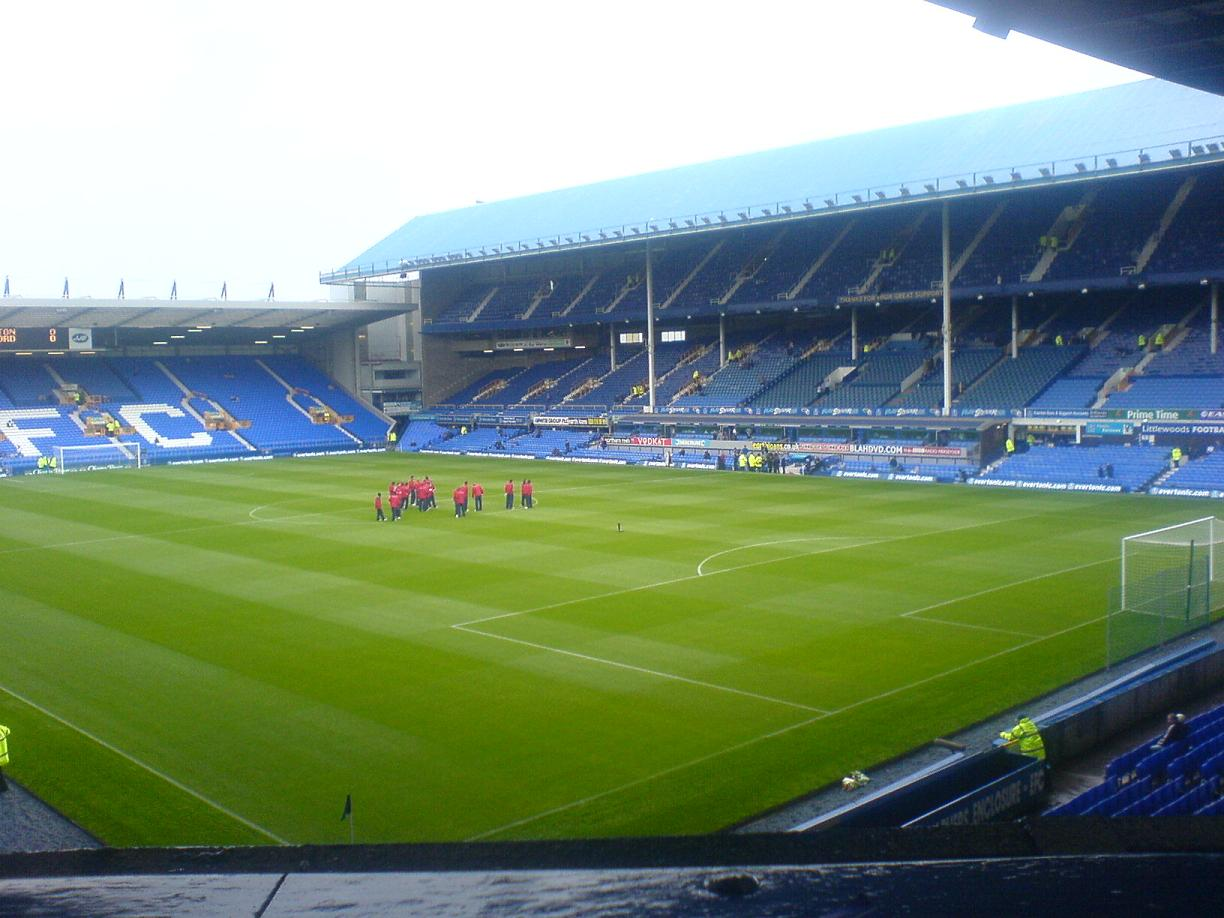
Le stade Goodison Park à Liverpool.

Le tournage débute en Angleterre le 19 janvier 2015, durant un match entre Everton et West Bromwich Albion au Goodison Park à Liverpool,. Le tournage se déroule ensuite à Philadelphie, là où se déroulent tous les films de la saga,. Il a également lieu dans les Sun Center Studios dans le comté de Delaware en Pennsylvanie.

### Musique

#### Creed: Original Motion Picture Soundtrack
Bandes originales de Rocky
Rocky Balboa
(2006)
L'album de la bande originale commercialisé par Atlantic Records comprend des chansons de divers artistes de rap comme The Roots, Nas, Joey Badass ou encore Tupac Shakur. Le titre Last Breath de Future contient un sample de Gonna Fly Now composé par Bill Conti pour Rocky en 1976. Certaines chansons n'ont pas été enregistrées spécialement pour le film, comme Bridging the Gap de Nas, présente sur son album de 2004 Street's Disciple, ou Hail Mary de Tupac Shakur, sortie en single en 1997.
| 1.  | Last Breath                    | Nayvadius DeMun Wilburn, Bill Conti                    | Future                                                      | 3:59 |
| 2.  | Check                          | Robert Rahmeek Williams                                | Meek Mill                                                   | 3:15 |
| 3.  | Intolerant                     |                                                        | White Dave                                                  | 3:35 |
| 4.  | The Fire                       |                                                        | The Roots feat. John Legend                                 | 3:42 |
| 5.  | Grip                           |                                                        | Tessa Thompson                                              | 1:56 |
| 6.  | Lord Knows                     |                                                        | Meek Mill feat. Tory Lanez                                  | 5:20 |
| 7.  | Don’t Waste My Time            |                                                        | Krept & Konan                                               | 3:26 |
| 8.  | Let You Know                   |                                                        | White Dave feat. Clif Soulo & Legendvry                     | 4:33 |
| 9.  | Breathe                        |                                                        | Tessa Thompson                                              | 2:25 |
| 10. | Wake Up Everybody              | J. Whitehead, G. McFadden, V. Cartstarphen             | Harold Melvin & the Blue Notes                              | 3:40 |
| 11. | Bridging the Gap               | Nasir Jones, Charles Jones III, Salaam Remi            | Nas feat. Olu Dara                                          | 4:01 |
| 12. | Waiting For My Moment          |                                                        | Donald Glover, Jhené Aiko, Vince Staples & Ludwig Göransson | 4:11 |
| 13. | Hail Mary                      | Tupac Shakur, Rufus Cooper III, Katari Cox, Yafeu Fula | Makaveli                                                    | 5:11 |
| 14. | In The Kitchen                 |                                                        | White Dave feat. Young T & K.E.L.L.S.                       | 5:22 |
| 15. | Shed You                       |                                                        | Tessa Thompson & Moses Sumney                               | 3:19 |
| 16. | Curry Chicken                  |                                                        | Joey Badass                                                 | 3:34 |
| 17. | Work Ya Muscle                 |                                                        | Eearz                                                       | 3:15 |
| 18. | Lord Knows / Fighting Stronger |                                                        | Meek Mill, Jhené Aiko & Ludwig Göransson                    | 4:54 |

Dans le film version française, le générique de fin est assuré par Nekfeu avec la chanson « Jusqu’au bout » https://genius.com/Nekfeu-jusquau-bout-lyrics

#### Creed: Original Motion Picture Score
La musique originale du film est composée par le Suédois Ludwig Göransson. 
| 1.  | Juvy                                     | 2:19 |
| 2.  | Adonis                                   | 2:27 |
| 3.  | Meeting Rocky                            | 4:02 |
| 4.  | Conlan (Redemption)                      | 1:28 |
| 5.  | Grip (Interlude)                         | 2:05 |
| 6.  | First Date†                              | 2:30 |
| 7.  | Moving in with Rocky                     | 1:20 |
| 8.  | Breathe (Interlude)                      | 2:27 |
| 9.  | Front Street Gym                         | 3:21 |
| 10. | The Sporino Fight                        | 4:34 |
| 11. | Shed You (Interlude)                     | 2:40 |
| 12. | I Got You                                | 1:02 |
| 13. | Rocky is Sick                            | 2:17 |
| 14. | Caught in the Shadow                     | 1:20 |
| 15. | If I Fight, You Fight (Training Montage) | 4:54 |
| 16. | Boxing Shorts                            | 1:43 |
| 17. | Conlan Fight                             | 6:37 |
| 18. | You're a Creed                           | 4:26 |
| 19. | You Can See the Whole Town from Here     | 2:11 |
| 20. | End Credits – Creed                      | 3:08 |
| 21. | Creed Suite                              | 2:36 |

## Accueil

### Critique
Le film rencontre un large accueil favorable des critiques professionnels, avec 94 % d'avis positifs sur le site Rotten Tomatoes, sur la base de 158 critiques et une moyenne de 7,8⁄10, notant dans son consensus que ce septième opus de la franchise Rocky est « étonnamment efficace qui prolonge la saga du boxeur dans de nouvelles directions importantes tout en restant fidèle aux racines de ses classiques prédécesseurs ». Le site Metacritic lui attribue un score de 82⁄100, pour 40 critiques et une mention « largement apprécié ».

### Box-office
Creed prend la troisième place du box-office américain, en récoltant 30 120 000 de dollars de recettes lors de son premier week-end d'exploitation. Il s'agit du meilleur démarrage de la franchise Rocky, dépassant ainsi le démarrage du quatrième opus, qui avait engrangé 19 991 537 de dollars à la même période fin novembre 1985 (si on ne tient pas compte de l'inflation). En France, avec 1 633 655 entrées, c'est le 3e meilleur film de la saga Rocky, juste derrière Rocky 4 (4 986 705 entrées) et Rocky 3 : l'œil du tigre (3 053 584 entrées).
| Pays ou région    | Box-office        | Date d'arrêt du box-office | Nombre de semaines |
| ----------------- | ----------------- | -------------------------- | ------------------ |
| États-Unis Canada | 109 767 581 $     | 3 mars 2016                | 14                 |
| France            | 1 633 655 entrées | 15 mars 2016               | 9                  |
| Total mondial     | 173 567 581 $     | 3 mars 2016                | 14                 |

## Distinctions
Entre 2015 et 2017, Creed : L'Héritage de Rocky Balboa a été sélectionné 109 fois dans diverses catégories et a remporté 44 récompenses,.

### Distinctions 2015
| Cérémonie ou récompense                                                        | Catégorie / Récompense                                                                                    | Nommé(es) / Lauréat(es)                | Nommé(es) / Lauréat(es) |
| ------------------------------------------------------------------------------ | --- | -------------------------------------- | ----------------------- |
| Association des critiques de cinéma afro-américains (AAFCA)                    | Prix AAFCA du Meilleur réalisateur                                                                        | Ryan Coogler                           | Lauréat                 |
| Association des critiques de cinéma afro-américains (AAFCA)                    | Prix AAFCA de la Meilleure actrice dans un second rôle                                                    | Tessa Thompson                         | Lauréat                 |
| Association des critiques de cinéma afro-américains (AAFCA)                    | Prix AAFCA de la Meilleure révélation                                                                     | Michael B. Jordan                      | Lauréat                 |
| Association des critiques de cinéma afro-américains (AAFCA)                    | Meilleur film                                                                                             | (2ème place)                           | Nomination              |
| Association des critiques de cinéma d'Austin                                   | Prix AFCA du Meilleur acteur dans un second rôle                                                          | Sylvester Stallone                     | Lauréat                 |
| Association des critiques de cinéma d'Austin                                   | Meilleur acteur                                                                                           | Michael B. Jordan                      | Nomination              |
| Association des critiques de cinéma d'Austin                                   | Meilleur film                                                                                             | (8ème place)                           | Nomination              |
| Association des critiques de cinéma de Chicago                                 | Meilleur acteur dans un second rôle                                                                       | Sylvester Stallone                     | Nomination              |
| Association des critiques de cinéma de l'Utah                                  | Prix UFCA du Meilleur acteur dans un second rôle                                                          | Sylvester Stallone                     | Lauréat                 |
| Association des critiques de cinéma de la région de Washington DC              | Meilleur acteur dans un second rôle                                                                       | Sylvester Stallone                     | Nomination              |
| Association des critiques de cinéma de Los Angeles                             | Prix Nouvelle Génération                                                                                  | Ryan Coogler                           | Lauréat                 |
| Association des critiques de cinéma de Saint-Louis                             | Prix SLFCA du Meilleur acteur dans un second rôle                                                         | Sylvester Stallone                     | Lauréat                 |
| Association des critiques de cinéma de Saint-Louis                             | Meilleur scénario adapté                                                                                  | Ryan Coogler et Aaron Covington        | Nomination              |
| Association des critiques de cinéma de Saint-Louis                             | Mérite spécial (pour la meilleure scène, technique cinématographique ou autre aspect ou moment mémorable) | Premier combat pro d'Adonis Creed      | Nomination              |
| Association des critiques de cinéma du sud-est                                 | Prix SEFCA du Meilleur acteur dans un second rôle                                                         | Sylvester Stallone                     | Lauréat                 |
| Association des critiques de films en ligne de Boston                          | Prix BOFCA du Meilleur acteur                                                                             | Michael B. Jordan                      | Lauréat                 |
| Association des critiques de films en ligne de Boston                          | Prix BOFCA du Meilleur acteur dans un second rôle                                                         | Sylvester Stallone                     | Lauréat                 |
| Association des critiques de films en ligne de Boston                          | Meilleur film                                                                                             | (2ème place)                           | Nomination              |
| Cercle des critiques de cinéma de Floride                                      | Meilleur acteur dans un second rôle                                                                       | Sylvester Stallone                     | Nomination              |
| Cercle des critiques de cinéma de Kansas City                                  | Meilleur acteur dans un second rôle                                                                       | Sylvester Stallone                     | Nomination              |
| Cercle des critiques de cinéma de San Francisco                                | Meilleur acteur dans un second rôle                                                                       | Sylvester Stallone                     | Nomination              |
| Cercle des critiques de cinéma de Vancouver                                    | Meilleur acteur dans un second rôle                                                                       | Sylvester Stallone                     | Nomination              |
| Cercle des critiques de films noirs                                            | Prix BFCC du Meilleur film                                                                                | (1ère place)                           | Lauréat                 |
| Cercle des critiques de films noirs                                            | Prix BFCC du Meilleur acteur                                                                              | Michael B. Jordan                      | Lauréat                 |
| Cercle des critiques de films noirs                                            | Prix BFCC du Meilleur acteur dans un second rôle                                                          | Sylvester Stallone                     | Lauréat                 |
| Cercle des critiques de films noirs                                            | Prix BFCC de la Meilleure actrice dans un second rôle                                                     | Tessa Thompson                         | Lauréat                 |
| Cercle des critiques de Phoenix (Phoenix Critics Circle)                       | Prix PCC du Meilleur acteur dans un second rôle                                                           | Sylvester Stallone                     | Lauréat                 |
| Communauté du circuit des récompenses (Awards Circuit Community Awards (ACCA)) | ACCA du Meilleur acteur dans un second rôle                                                               | Sylvester Stallone                     | Lauréat                 |
| Communauté du circuit des récompenses (Awards Circuit Community Awards (ACCA)) | Mentions honorables                                                                                       | Creed : L'Héritage de Rocky Balboa     | Lauréat                 |
| Conseil national d'examen du cinéma                                            | Prix NBR du Meilleur acteur dans un second rôle                                                           | Sylvester Stallone                     | Lauréat                 |
| Conseil national d'examen du cinéma                                            | Prix NBR du Meilleur film                                                                                 | Creed : L'Héritage de Rocky Balboa     | Lauréat                 |
| Prix IGN du cinéma d'été (IGN Summer Movie Awards)                             | Meilleur film dramatique                                                                                  | Creed : L'Héritage de Rocky Balboa     | Nomination              |
| Prix Schmoes d'or (Golden Schmoes Awards)                                      | Schmoes d'or de La plus grande surprise de l'année                                                        | Creed : L'Héritage de Rocky Balboa     | Lauréat                 |
| Prix Schmoes d'or (Golden Schmoes Awards)                                      | Schmoes d'or du Meilleur acteur dans un second rôle de l'année                                            | Sylvester Stallone                     | Lauréat                 |
| Prix Schmoes d'or (Golden Schmoes Awards)                                      | Meilleur acteur de l'année                                                                                | Michael B. Jordan                      | Nomination              |
| Société des critiques de cinéma de Boston                                      | Meilleur acteur dans un second rôle                                                                       | Sylvester Stallone                     | Nomination              |
| Société des critiques de cinéma de Boston                                      | Meilleure utilisation de la musique dans un film                                                          | Ludwig Göransson                       | Nomination              |
| Société des critiques de cinéma de Las Vegas                                   | Prix Sierra du Meilleur acteur dans un second rôle                                                        | Sylvester Stallone                     | Lauréat                 |
| Société des critiques de cinéma de Las Vegas                                   | Meilleur film                                                                                             | (2ème place)                           | Nomination              |
| Société des critiques de films en ligne                                        | Meilleur acteur                                                                                           | Michael B. Jordan                      | Nomination              |
| Société des critiques de films en ligne                                        | Meilleur acteur dans un second rôle                                                                       | Sylvester Stallone                     | Nomination              |
| Sondage de l'hebdomadaire The Village Voice                                    | Meilleur acteur                                                                                           | Michael B. Jordan                      | Nomination              |
| Sondage de l'hebdomadaire The Village Voice                                    | Meilleur acteur dans un second rôle                                                                       | Sylvester Stallone                     | Nomination              |
| Sondage des critiques d'Indiewire                                              | Meilleur acteur (3ème place)                                                                              | Michael B. Jordan                      | Nomination              |
| Sondage des critiques d'Indiewire                                              | Meilleure actrice dans un second rôle (10ème place)                                                       | Tessa Thompson                         | Nomination              |
| Sondage des critiques d'Indiewire                                              | Meilleur acteur dans un second rôle (2ème place)                                                          | Sylvester Stallone                     | Nomination              |
| Sondage des critiques d'Indiewire                                              | Meilleure musique originale ou bande originale (10ème place)                                              | Ludwig Göransson                       | Nomination              |
| Sondage des critiques d'Indiewire                                              | Meilleur montage (8ème place)                                                                             | Claudia Castello et Michael P. Shawver | Nomination              |

### Distinctions 2016
| Cérémonie ou récompense                                                                             | Catégorie / Récompense                                                                       | Nommé(es) / Lauréat(es)                                                                                              | Nommé(es) / Lauréat(es) |
| --------------------------------------------------------------------------------------------------- | -------------------------------------------------------------------------------------------- | --- | ----------------------- |
| All Def Movie Awards                                                                                | All Def Movie Award du Meilleur acteur                                                       | Michael B. Jordan | Lauréat                 |
| All Def Movie Awards                                                                                | All Def Movie Award du Meilleur réalisateur                                                  | Ryan Coogler | Lauréat                 |
| All Def Movie Awards                                                                                | Meilleur film                                                                                | Creed : L'Héritage de Rocky Balboa                                                                                   | Nomination              |
| All Def Movie Awards                                                                                | Meilleure actrice                                                                            | Tessa Thompson | Nomination              |
| All Def Movie Awards                                                                                | Meilleure actrice                                                                            | Phylicia Rashad | Nomination              |
| All Def Movie Awards                                                                                | La "personne blanche" la plus utile (Most Helpful White Person)                              | Sylvester Stallone                                                                                                   | Nomination              |
| Alliance des femmes journalistes de cinéma                                                          | Meilleur acteur dans un second rôle                                                          | Sylvester Stallone                                                                                                   | Nomination              |
| Association des critiques de cinéma                                                                 | Prix Critics Choice du Meilleur acteur dans un second rôle                                   | Sylvester Stallone                                                                                                   | Lauréat                 |
| Association des critiques de cinéma de Caroline du Nord (North Carolina Film Critics Association)   | Meilleur acteur dans un second rôle                                                          | Sylvester Stallone                                                                                                   | Nomination              |
| Association des critiques de cinéma de Géorgie (Georgia Film Critics Association (GAFCA))           | Prix GAFCA du Meilleur acteur dans un second rôle                                            | Sylvester Stallone                                                                                                   | Lauréat                 |
| Association des critiques de cinéma de Géorgie (Georgia Film Critics Association (GAFCA))           | Meilleur réalisateur                                                                         | Ryan Coogler | Nomination              |
| Association des critiques de cinéma de Géorgie (Georgia Film Critics Association (GAFCA))           | Meilleur acteur                                                                              | Michael B. Jordan | Nomination              |
| Association des critiques de cinéma de l'Iowa                                                       | Meilleur acteur dans un second rôle                                                          | Sylvester Stallone                                                                                                   | Nomination              |
| Association des critiques de cinéma de Seattle                                                      | Prix SFCA de Meilleure musique, chanson originale                                            | Ludwig Göransson et Tessa Thompson                                                                                   | Lauréat                 |
| Association des critiques de cinéma de Seattle                                                      | Meilleur acteur                                                                              | Michael B. Jordan | Nomination              |
| Association des critiques de cinéma de Seattle                                                      | Meilleur acteur dans un second rôle                                                          | Sylvester Stallone                                                                                                   | Nomination              |
| Association des critiques de cinéma du centre de l'Ohio                                             | Meilleur acteur dans un second rôle                                                          | Sylvester Stallone                                                                                                   | Nomination              |
| Association du cinéma et de la télévision en ligne (Online Film & Television Association)           | Meilleur acteur dans un second rôle                                                          | Sylvester Stallone                                                                                                   | Nomination              |
| Association du cinéma et de la télévision en ligne (Online Film & Television Association)           | Moment le plus cinématographique                                                             | Un combat : une seule prise                                                                                          | Nomination              |
| Association internationale des critiques de musique de film                                         | Meilleure musique originale d'un film dramatique                                             | Ludwig Göransson | Nomination              |
| Cercle des critiques de cinéma de l'Oklahoma                                                        | Prix OFCC du Meilleur acteur dans un second rôle                                             | Sylvester Stallone                                                                                                   | Lauréat                 |
| Éditeurs de sons de films                                                                           | Meilleur montage de musique dans un film                                                     | Ronald J. Webb | Nomination              |
| Festival international du film de Santa Barbara                                                     | Prix Montecito                                                                               | Sylvester Stallone                                                                                                   | Lauréat                 |
| Globes d'or,                                                                                        | Globes d'or du Meilleur acteur dans un second rôle                                           | Sylvester Stallone                                                                                                   | Lauréat                 |
| Guilde des superviseurs de musique (Guild of Music Supervisors Awards)                              | Meilleure supervision musicale dans les films d'un budget supérieur à 20 millions de dollars | Gabe Hilfer | Nomination              |
| Guilde internationale des directeurs de sites (Location Managers Guild International Awards (LMGI)) | Lieux exceptionnels dans un film contemporain                                                | Patricia Taggart et Dan Gorman                                                                                       | Nomination              |
| MTV Movie Awards                                                                                    | Film de l'année                                                                              | Creed : L'Héritage de Rocky Balboa                                                                                   | Nomination              |
| MTV Movie Awards                                                                                    | Meilleur acteur                                                                              | Michael B. Jordan | Nomination              |
| Oscars du cinéma,                                                                                   | Meilleur acteur dans un second rôle                                                          | Sylvester Stallone                                                                                                   | Nomination              |
| Prix AARP Films pour adultes (AARP Movies for Grownups Awards)                                      | Meilleur acteur dans un second rôle                                                          | Sylvester Stallone                                                                                                   | Nomination              |
| Prix Bobine Noire                                                                                   | Prix Bobine Noire du Meilleur acteur                                                         | Michael B. Jordan | Lauréat                 |
| Prix Bobine Noire                                                                                   | Prix Bobine Noire de la Meilleure actrice dans un second rôle                                | Tessa Thompson | Lauréat                 |
| Prix Bobine Noire                                                                                   | Prix Bobine Noire du Meilleur réalisateur                                                    | Ryan Coogler | Lauréat                 |
| Prix Bobine Noire                                                                                   | Prix Bobine Noire du Meilleur scénario (original ou adapté)                                  | Ryan Coogler et Aaron Covington                                                                                      | Lauréat                 |
| Prix Bobine Noire                                                                                   | Prix Bobine Noire du Meilleur film                                                           | Sylvester Stallone, Irwin Winkler, David Winkler, Robert Chartoff, William Chartoff et Kevin King Templeton          | Lauréat                 |
| Prix Bobine Noire                                                                                   | Meilleure musique                                                                            | Ludwig Göransson | Nomination              |
| Prix Bobine Noire                                                                                   | Meilleur casting                                                                             | Francine Maisler | Nomination              |
| Prix Bobine Noire                                                                                   | Meilleure chanson originale                                                                  | Tessa Thompson, Ludwig Göransson et Sam Dew (pour la chanson : Grip)                                                 | Nomination              |
| Prix Bobine Noire                                                                                   | Meilleure chanson originale                                                                  | Donald Glover, Vince Staples, Jhené Aiko, Ryan Coogler et Ludwig Göransson (pour la chanson : Waiting for My Moment) | Nomination              |
| Prix de la bande-annonce d'or (Golden Trailer Awards)                                               | Meilleurs graphismes dans un spot télévisé                                                   | Warner Bros. et The Refinery                                                                                         | Nomination              |
| Prix de la Télévision de divertissement noir (Black Entertainment Television Awards)                | Prix BET du Meilleur acteur                                                                  | Michael B. Jordan | Lauréat                 |
| Prix de la Télévision de divertissement noir (Black Entertainment Television Awards)                | Meilleur film                                                                                | Creed : L'Héritage de Rocky Balboa                                                                                   | Nomination              |
| Prix du Derby d'or (Gold Derby Awards)                                                              | Prix du Derby d'or du Meilleur acteur dans un second rôle                                    | Sylvester Stallone                                                                                                   | Lauréat                 |
| Prix du jeune public                                                                                | Meilleur film dramatique                                                                     | Creed : L'Héritage de Rocky Balboa                                                                                   | Nomination              |
| Prix du jeune public                                                                                | Meilleur acteur dans un film dramatique                                                      | Michael B. Jordan | Nomination              |
| Prix du jeune public                                                                                | Meilleure actrice dans un film dramatique                                                    | Tessa Thompson | Nomination              |
| Prix Empire                                                                                         | Meilleur acteur                                                                              | Michael B. Jordan | Nomination              |
| Prix Empire                                                                                         | Meilleur réalisateur                                                                         | Ryan Coogler | Nomination              |
| Prix Hōchi du cinéma                                                                                | Prix Hōchi du cinéma du Meilleur film en langue étrangère                                    | Ryan Coogler | Lauréat                 |
| Prix NAACP de l'image                                                                               | Prix de l'image du Meilleur acteur dans un film                                              | Michael B. Jordan | Lauréat                 |
| Prix NAACP de l'image                                                                               | Prix de l'image du Meilleur second rôle féminin dans un film                                 | Tessa Thompson | Lauréat                 |
| Prix NAACP de l'image                                                                               | Prix de l'image du Meilleur scénario pour un long métrage                                    | Ryan Coogler et Aaron Covington                                                                                      | Lauréat                 |
| Prix NAACP de l'image                                                                               | Prix de l'image de la Meilleure réalisation dans un long métrage                             | Ryan Coogler | Lauréat                 |
| Prix NAACP de l'image                                                                               | Meilleur film                                                                                | Creed : L'Héritage de Rocky Balboa                                                                                   | Nomination              |
| Prix NAACP de l'image                                                                               | Meilleur second rôle féminin dans un film                                                    | Phylicia Rashād | Nomination              |
| Prix Satellites                                                                                     | Meilleur acteur dans un second rôle                                                          | Sylvester Stallone                                                                                                   | Nomination              |
| Société des critiques de cinéma de Denver                                                           | Prix DFCS du Meilleur acteur dans un second rôle                                             | Sylvester Stallone                                                                                                   | Lauréat                 |
| Société des critiques de cinéma de Houston                                                          | Meilleur acteur dans un second rôle                                                          | Sylvester Stallone                                                                                                   | Nomination              |
| Société nationale des critiques de cinéma                                                           | Prix NSFC du Meilleur acteur                                                                 | Michael B. Jordan | Lauréat                 |
| Société nationale des critiques de cinéma                                                           | Meilleur acteur dans un second rôle                                                          | Sylvester Stallone                                                                                                   | Nomination              |

### Distinctions 2017
- Jupiter Awards : Meilleur acteur international pour Sylvester Stallone.

## Suite
Le tournage d'une suite a commencé le 2 avril à Philadelphie. Le film est sorti en 2018. Il marque le retour de Dolph Lundgren dans son rôle de Drago.